# L'Extase des anges
Pour plus de détails, voir Fiche technique et Distribution.
L'Extase des anges (天使の恍惚, Tenshi no kōkotsu) est un film japonais, sorti en 1972.

## Synopsis
Des membres d'une faction révolutionnaire volent des bombes mais au cours de leur fuite, plusieurs d'entre eux sont tués. Il est convenu d'envoyer d'autres individus pour s'emparer des bombes restantes.

## Fiche technique
- Titre original : 天使の恍惚 (Tenshi no kōkotsu?)
- Titre français : L'Extase des anges[1]
- Réalisation : Kōji Wakamatsu
- Scénario : Masao Adachi
- Pays d'origine : Japon
- Format : Noir et blanc - 35 mm - 2,35:1 - Mono
- Genre : drame
- Durée : 89 minutes
- Date de sortie : 1972

## Distribution
- Ken Yoshizawa
- Rie Yokoyama
- Yuki Arasa
- Masao Adachi
- Michio Akiyama
- Yosuke Akiyama
- Susumu Iwabuchi